# Bidjouki (peuple)
Pour les articles homonymes, voir Bidjouki.
Les Bidjouki (ou Bidjuki) sont une population du Cameroun vivant dans la Région de l'Est et le département du Boumba-et-Ngoko, notamment dans l'arrondissement de Yokadouma, dans des localités telles que Menziong, Zokadiba ou Zokboulabone.

## Langue
Ils parlent le bidjouki, un dialecte du mpiemo, une langue bantoue du groupe makaa-njem.